# Jadakiss
Jayson T. Phillips, på scen också känd som Jadakiss, född 27 maj 1975, är en amerikansk rappare. Han är medlem i gruppen D-Block (tidigare kända som The Lox). Jadakiss har nyligen[när?] blivit signerat till Roc-A-Fella Records, en underetikett till Def Jam Records.
Jadakiss var en freestyle-rappare som var med i tävlingar från tolvårsåldern. Han och några vänner fick tillfället att tävla i Jack the Rapper Competition i Florida, där Jadakiss utmärkte sig på grund av sin battle rap-förmåga. Han träffade Dee och Wah från Ruff Ryders och han började visa sig utanför, battlandes, "the Ruff Ryders" studio där artister som DMX gjorde deras första hitar.